# Albian Hajdari
Albian Hajdari (Binningen, 18 maggio 2003) è un calciatore svizzero di origini albanesi-kosovare, difensore del Lugano.

## Biografia
Albian Hajdari è nato a Binningen da genitori albanesi, esuli in Svizzera a causa della guerra del Kosovo.

## Carriera

### Nazionale
Dopo avere rappresentato le selezioni giovanili svizzere, il 25 marzo 2025 esordisce in nazionale maggiore nell'amichevole vina per 3-1 contro il Lussemburgo.

## Statistiche

### Presenze e reti nei club
Statistiche aggiornate al 15 luglio 2024.
| Stagione          | Squadra           | Campionato        | Campionato | Campionato | Coppe nazionali | Coppe nazionali | Coppe nazionali | Coppe continentali | Coppe continentali | Coppe continentali | Altre competizioni | Altre competizioni | Altre competizioni | Totale | Totale | Totale |
| Stagione          | Squadra           | Comp              | Pres       | Reti       | Comp            | Pres            | Reti            | Comp               | Pres               | Reti               | Comp               | Pres               | Reti               | Pres   | Reti   |        |
| ----------------- | ----------------- | ----------------- | ---------- | ---------- | --------------- | --------------- | --------------- | ------------------ | ------------------ | ------------------ | ------------------ | ------------------ | ------------------ | ------ | ------ | ------ |
| 2020-2021         | Basilea II        | PL                | 4+1        | 0          |                 |                 |                 |                    |                    |                    |                    |                    |                    | 5      | 0      |        |
| 2020-2021         | Basilea           | SL                | 8          | 0          | CS              | 0               | 0               |                    |                    |                    |                    |                    |                    | 1      | 0      |        |
| 2021-2022         | Basilea II        | PL                | 5          | 0          |                 |                 |                 |                    |                    |                    |                    |                    |                    | 5      | 0      |        |
| Totale Basilea II | Totale Basilea II | Totale Basilea II | 9+1        | 0          |                 |                 |                 |                    |                    |                    |                    |                    |                    | 10     | 0      |        |
| 2021-2022         | Basilea           | SL                | 1          | 0          | CS              | 0               | 0               |                    |                    |                    |                    |                    |                    | 1      | 0      |        |
| Totale Basilea    | Totale Basilea    | Totale Basilea    | 9          | 0          |                 | 0               | 0               |                    |                    |                    |                    |                    |                    | 9      | 0      |        |
| 2022-2023         | Lugano            | SL                | 18         | 0          | CS              | 5               | 0               | UECL               | 1                  | 0                  |                    |                    |                    | 24     | 0      |        |
| 2023-2024         | Lugano            | SL                | 33         | 3          | CS              | 3               | 0               | UEL + UECL         | 2+4                | 0                  |                    |                    |                    | 42     | 3      |        |
| Totale Lugano     | Totale Lugano     | Totale Lugano     | 51         | 3          |                 | 8               | 0               |                    | 7                  | 0                  |                    |                    |                    | 66     | 3      |        |
| Totale carriera   | Totale carriera   | Totale carriera   | 70         | 3          |                 | 8               | 0               |                    | 7                  | 0                  |                    |                    |                    | 85     | 3      |        |

### Cronologia presenze e reti in nazionale
| Cronologia completa delle presenze e delle reti in nazionale ― Svizzera | Cronologia completa delle presenze e delle reti in nazionale ― Svizzera | Cronologia completa delle presenze e delle reti in nazionale ― Svizzera | Cronologia completa delle presenze e delle reti in nazionale ― Svizzera | Cronologia completa delle presenze e delle reti in nazionale ― Svizzera | Cronologia completa delle presenze e delle reti in nazionale ― Svizzera | Cronologia completa delle presenze e delle reti in nazionale ― Svizzera | Cronologia completa delle presenze e delle reti in nazionale ― Svizzera |
| Data                                                                    | Città                                                                   | In casa                                                                 | Risultato                                                               | Ospiti                                                                  | Competizione                                                            | Reti                                                                    | Note                                                                    |
| ----------------------------------------------------------------------- | ----------------------------------------------------------------------- | ----------------------------------------------------------------------- | ----------------------------------------------------------------------- | ----------------------------------------------------------------------- | ----------------------------------------------------------------------- | ----------------------------------------------------------------------- | ----------------------------------------------------------------------- |
| 25-3-2025                                                               | San Gallo                                                               | Svizzera                                                                | 3 – 1                                                                   | Lussemburgo                                                             | Amichevole                                                              | -                                                                       | 46’                                                                     |
| Totale                                                                  |                                                                         | Presenze                                                                | 1                                                                       |                                                                         | Reti                                                                    | 0                                                                       |                                                                         |

| Cronologia completa delle presenze e delle reti in nazionale ― Svizzera under 21 | Cronologia completa delle presenze e delle reti in nazionale ― Svizzera under 21 | Cronologia completa delle presenze e delle reti in nazionale ― Svizzera under 21 | Cronologia completa delle presenze e delle reti in nazionale ― Svizzera under 21 | Cronologia completa delle presenze e delle reti in nazionale ― Svizzera under 21 | Cronologia completa delle presenze e delle reti in nazionale ― Svizzera under 21 | Cronologia completa delle presenze e delle reti in nazionale ― Svizzera under 21 | Cronologia completa delle presenze e delle reti in nazionale ― Svizzera under 21 |
| Data                                                                             | Città                                                                            | In casa                                                                          | Risultato                                                                        | Ospiti                                                                           | Competizione                                                                     | Reti                                                                             | Note                                                                             |
| -------------------------------------------------------------------------------- | -------------------------------------------------------------------------------- | -------------------------------------------------------------------------------- | -------------------------------------------------------------------------------- | -------------------------------------------------------------------------------- | -------------------------------------------------------------------------------- | -------------------------------------------------------------------------------- | -------------------------------------------------------------------------------- |
| 30-5-2021                                                                        | Marbella                                                                         | Svizzera under 21                                                                | 2 – 1                                                                            | Irlanda under 21                                                                 | Amichevole                                                                       | -                                                                                | 46’                                                                              |
| 22-9-2022                                                                        | Marbella                                                                         | Giappone under 21                                                                | 1 – 2                                                                            | Svizzera under 21                                                                | Amichevole                                                                       | -                                                                                | 46’                                                                              |
| 24-9-2022                                                                        | Marbella                                                                         | Norvegia under 21                                                                | 3 – 2                                                                            | Svizzera under 21                                                                | Amichevole                                                                       | -                                                                                | 22’ 46’                                                                          |
| Totale                                                                           |                                                                                  | Presenze                                                                         | 3                                                                                |                                                                                  | Reti                                                                             | 0                                                                                |                                                                                  |